# Fu-hszi

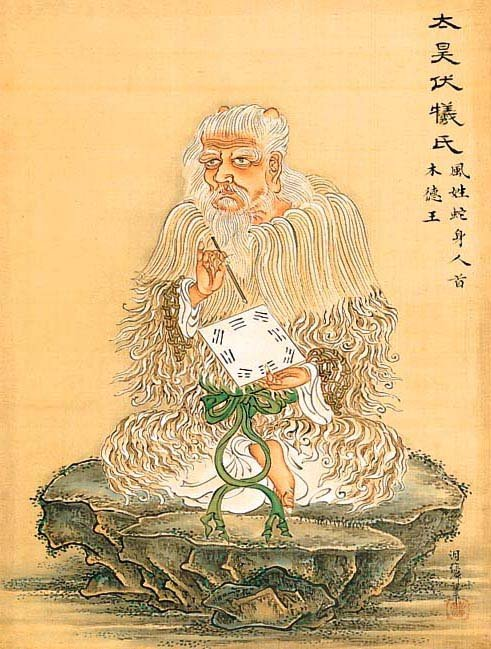
Fu-hszi (Fuxi)

Fu-hszi (Fuxi) (más néven: Pao-hszi (Páoxī) 庖犧 / 庖牺) kultúrhérosz az ókori kínai mitológiában, a hagyományos kínai történetírás szerint egyike a legelső kínai uralkodóknak. Egyes források neki tulajdonítják az írás, a halászat és a vadászat felfedezését. A későbbi hagyomány Nü-va (Nüwa) férje vagy fivéreként említi. A történetírói hagyomány a legendás „három fenség” egyikének tartja.